# Cantone di Mennetou-sur-Cher
Il Cantone di Mennetou-sur-Cher era una divisione amministrativa dell'arrondissement di Romorantin-Lanthenay.
È stato soppresso a seguito della riforma complessiva dei cantoni del 2014, che è entrata in vigore con le elezioni dipartimentali del 2015.
Comprendeva i comuni di:
- La Chapelle-Montmartin
- Châtres-sur-Cher
- Langon
- Maray
- Mennetou-sur-Cher
- Saint-Julien-sur-Cher
- Saint-Loup
- Villefranche-sur-Cher